# Montaure
Montaure är en kommun i departementet Eure i regionen Normandie i norra Frankrike. Kommunen ligger i kantonen Pont-de-l'Arche som tillhör arrondissementet Les Andelys. År 2018 hade Montaure 1 038 invånare.

## Befolkningsutveckling
Antalet invånare i kommunen Montaure
Referens:INSEE